# CSA Steaua

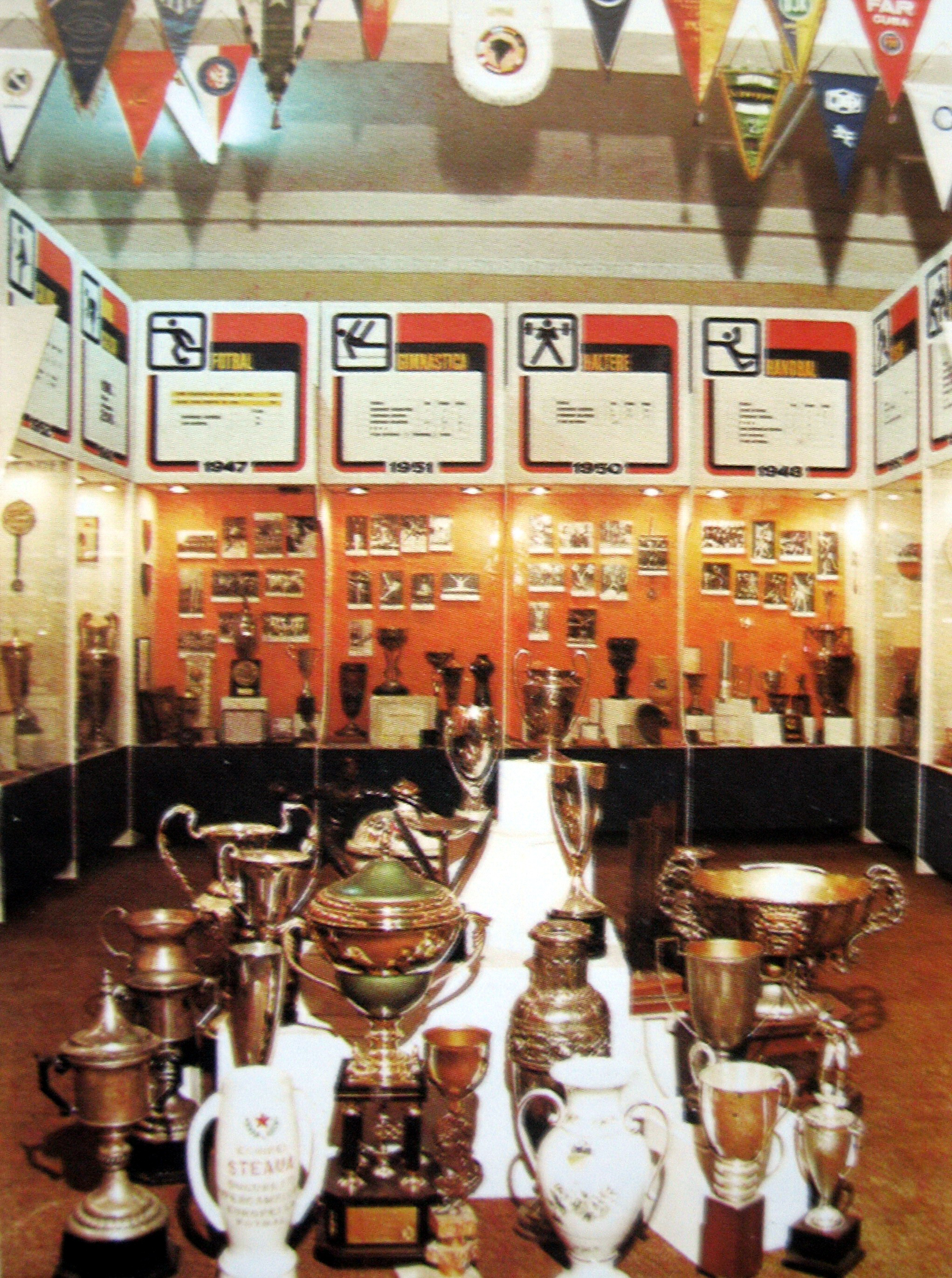
Vitrina cu trofee a CSA

Clubul Sportiv al Armatei Steaua București, cunoscut ca CSA Steaua București, a fost înființat în 1947, pentru a continua într-un cadru instituționalizat vechea tradiție a practicării sportului în Armata României. În cei peste 74 de ani de existență, sportivii clubului s-au aflat în permanență printre protagoniștii întrecerilor naționale și internaționale. Este clubul sportiv al Armatei Române, deține echipe de fotbal, baschet, volei, handbal și rugby.

## Istoric
ASA București (Asociația Sportivă a Armatei București) a fost înființată pe 7 iunie 1947 la inițiativa mai multor ofițeri ai Casei Regale a României. Înființarea a avut loc în urma unui decret semnat de generalul Mihail Lascăr, înalt comandant al Armatei Regale Române. S-a format ca o societate sportivă cu șapte secții inițiale, rugby, atletism, tir, scrimă, gimnastică, tenis, fotbal. ASA a fost redenumit ca CSCA (Clubul Sportiv Central al Armatei) în 1948 și CCA (Casa Centrală a Armatei) în 1950.
Primul titlu de campion național din istoria sa, obținut de jucătorul de tenis Gheorghe Viziru.
Denumirea sub care clubul armatei avea să se impună atât pe plan intern, cât și internațional - CCA (Casa Centrala a Armatei) - a fost dobândită în 1950, iar din 1961 clubul a căpătat denumirea care l-a făcut celebru pe toate meridianele și care o poartă și astăzi - Steaua.
Clubul are în prezent 29 de secții:  baschet, box, hochei pe gheață, scrimă, fotbal, haltere, gimnastică, handbal (masculin), judo, canotaj, karate, kempō karate, atletism, pentathlon modern, motociclism, echitație, sporturi ecvestre, canotaj, wr. sambo, tir, înot, tenis, tenis de masă, triatlon, volei, polo pe apă și Taekwondo. Toate secțiunile au echipe de copii, juniori si seniori. 

## Cronologia numelui
| Nume                                                    | Perioada          |
| ------------------------------------------------------- | ----------------- |
| ASA București (Asociația Sportivă a Armatei București)  | 7 iunie 1947–1948 |
| CSCA (Clubul Sportiv Central al Armatei)                | 1948-1950         |
| CCA (Casa Centrală a Armatei)                           | 1950-1961         |
| CSA Steaua București (Clubul Sportiv al Armatei Steaua) | 1961-prezent      |

## Palmares
Palmaresul CSA Steaua, după 75 de ani de existență:
- Jocuri Olimpice - 86 medalii (26 aur, 31 argint, 29 bronz)
- Campionate Mondiale - 403 medalii (116 aur, 152 argint, 135 bronz)
- Campionate Europene - 506 medalii (137 aur, 187 argint, 182 bronz)
- Cupe Mondiale - 79 medalii (27 aur, 28 argint, 24 bronz)
- Cupe Europene - 170 medalii (30 aur, 33 argint, 57 bronz)
- Campionate Mondiale Militare - 1884 medalii (518 aur, 406 argint, 721 bronz)
- Jocuri Balcanice - 2382 medalii (1095 aur, 801 argint, 486 bronz)
- Campionate Naționale - 7483 titluri (5153 seniori, 545 tineret, 1785 juniori)
- Cupa României - 1465 cupe
- UEFA Champions League - 1 (1986)

## Complexul Sportiv Steaua
Antrenamentele se desfășoară la Complexul Sportiv Steaua, situată pe B-dul Ghencea.
- Stadionul Steaua (2021)
- Stadionul Steaua (1974)
- Stadionul Steaua 5
- Stadionul Steaua (rugby)
- Stadionul Steaua 2 (rugby)
- Sala Scrimă Steaua
- Sala de gimnastică Steaua
- Complexul de tenis Steaua (14 terenuri în aer liber și 1 interior)
- Bazinul Semiolimpic Steaua

## Atletism
| Competiții                                       | Aur | Argint | Bronz | Total |
| Jocurile Olimpice de vară                        | 4   | 1      | 3     | 8     |
| Campioane mondiale                               | 3   | 5      | 7     | 15    |
| Campioane Europene                               | 15  | 17     | 9     | 39    |
| Universiada / Campionatele Mondiale Universitare | 11  | 8      | 8     | 27    |
| Cupa Mondială / Cupa Europei                     | 0   | 8      | 3     | 11    |
| CISM / Spartachiada                              | 8   | 18     | 18    | 44    |
| Jocurile Balcanice                               | 243 | 169    | 142   | 554   |

| Competiție             | Competiție      | Câștigător |
| Romanian Championships | Seniori         | 655        |
| Romanian Championships | Tineret         | 239        |
| Romanian Championships | Juniori         | 151        |
| Cupele României        | Cupele României | 16         |

## Baschet masculin

### Palmares
Campionatul României
- Campioni: (21): 1956, 1958, 1959, 1960, 1961, 1962, 1963, 1964, 1966, 1967, 1978, 1980, 1981, 1982, 1984, 1985, 1986, 1987, 1989, 1990, 1991

Euroleague
- Locul 3 (1): 1961

## Box
| Competiții                     | Aur | Argint | Bronz | Total |
| Jocurile Olimpice de vară      | 0   | 3      | 2     | 5     |
| World Championships            | 0   | 4      | 3     | 7     |
| European Championships         | 5   | 14     | 16    | 35    |
| World Universiade Summer Games | 1   | 2      | 1     | 4     |
| World Championships CISM       | 0   | 0      | 1     | 1     |
| Military Summer Spartakiad     | 4   | 5      | 22    | 31    |
| Jocurile Balcanice             | 23  | 21     | 7     | 51    |

| Competiții            | Competiții    | Câștigători |
| Campionatele României | Seniori       | 162         |
| Campionatele României | Tineret       | 17          |
| Campionatele României | Juniori       | 18          |
| Cupa României         | Cupa României | 8           |

## Canoe
- Campioni europeni: 1961,	1963,	1965,	1965,	1965,	1967,	1967,	1967,	1971,	1971,	1997,	2001,	2002,	2004,	2004,	2005,	2006
- Campioni mondiali: 1963,	1971,	1971,	1971,	1974,	1974,	1979,	1981,	1982,	1983,	1983,	1983,	1986,	1986,	1995,	1997,	2001,	2002,	2003,	2003,	2005
- Campioni  Olimpici: 1980, 1984, 1984

## Gimnastică
Secția de Gimnastică de la Steaua este foarte puternică. Este unul dintre cele mai mari cluburi din România și au creat gimnaste de nivel mondial și olimpic.
Gimnaste pe care le-au creat;
- Sandra Izbașa – 2x campioană olimpică (Londra 2012, Vault și Floor)
- Alexandra Eremia – 2 ori medaliată olimpică (Atena 2004, aur și bronz)
- Silvia Stroescu – 1× Campioană Olimpică (Atena 2004, Echipa)
- Marian Drăgulescu – 3× medaliat olimpic (Atena 2004, Argint și Bronz de două ori), inclusiv opt medalii de aur la Campionatele Mondiale și zece medalii de aur la Campionatele Europene.

## Handbal masculin

### Național
- Liga Națională:
  - Campioni (28 record): 1963, 1967, 1968, 1969, 1970, 1971, 1972, 1973, 1974, 1975, 1976, 1977, 1979, 1980, 1981, 1982, 1983, 1984, 1985, 1987, 1988, 1989, 1990, 1994, 1996, 2000, 2001, 2008
- Campionatul României (în 11 jucători):
  - Campioni (7): 1950, 1951, 1952, 1954, 1955, 1957, 1961
- Cupa României
  - Câștigători (9): 1981, 1985, 1990, 1997, 2000, 2001, 2007, 2008, 2009
- Cupa României (în 11 jucători)
  - Câștigători (1) : 1949

### Internațional
- Liga Campionilor EHF:
  - Câștigători (2): 1968, 1977
  - Finaliști (2): 1971, 1989
  - Semifinalistă (3): 1970, 1975, 1986

- Cupa Challenge EHF:
  - Câștigători (1): 2006

- Cupa Cupelor EHF:
  - Semifinalistă (1): 2010

- Cupa EHF:
  - Semifinalistă (2): 1993, 1994

## Scrimă
| Competiție                                           | Aur | Argint | Bronz | Total |
| Jocurile Olimpice de vară                            | 2   | 2      | 5     | 9     |
| Campioane mondiale                                   | 13  | 19     | 23    | 55    |
| Campioanele europene                                 | 7   | 12     | 13    | 32    |
| Universiada și Jocurile Mondiale de Vară Universiade | 7   | 9      | 5     | 21    |
| Cupa Mondială                                        | 1   | 2      | 4     | 7     |
| Cupa Europei                                         | 13  | 13     | 28    | 54    |
| Campionatele Mondiale CISM                           | 14  | 22     | 10    | 46    |
| Jocurile Balcanice                                   | 182 | 22     | 81    | 309   |

| Competiție             | Competiție         | Câștigători |
| Romanian Championships | Seniori            | 326         |
| Romanian Championships | Tineret și Juniori | 70          |
| Romanian Championships | Copii              | 2           |
| Cupa României          | Cupa României      | 144         |

## Volei masculin

### Național
- Divizia A1:
  - Campioni (16): 1951, 1952, 1954, 1957, 1967, 1968, 1969, 1970, 1971, 1978, 1986, 1987, 1988, 1989, 1990, 1991

### Internațional
- Liga Campionilor CEV:
  - Finaliști (2): 1969, 1979
- Cupa Cupelor CEV:
  - Finaliști (3): 1977, 1981, 1986

## Sportivi notabili

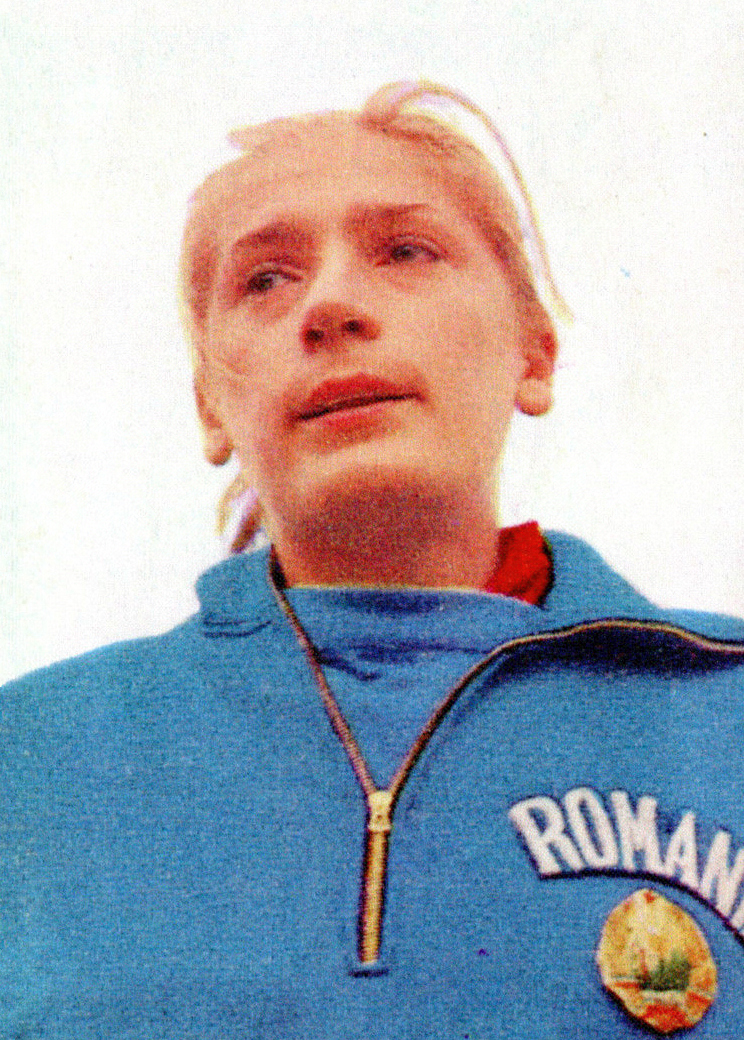
Iolanda Balaș
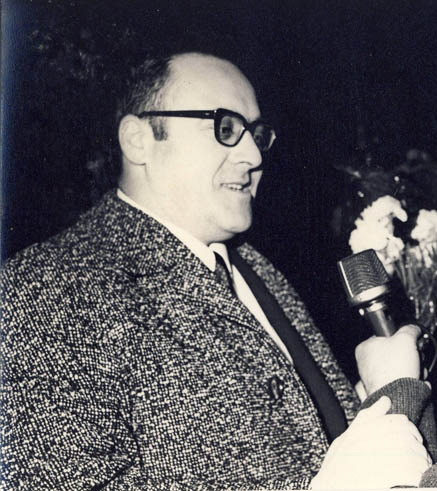
Niculae Nedeff
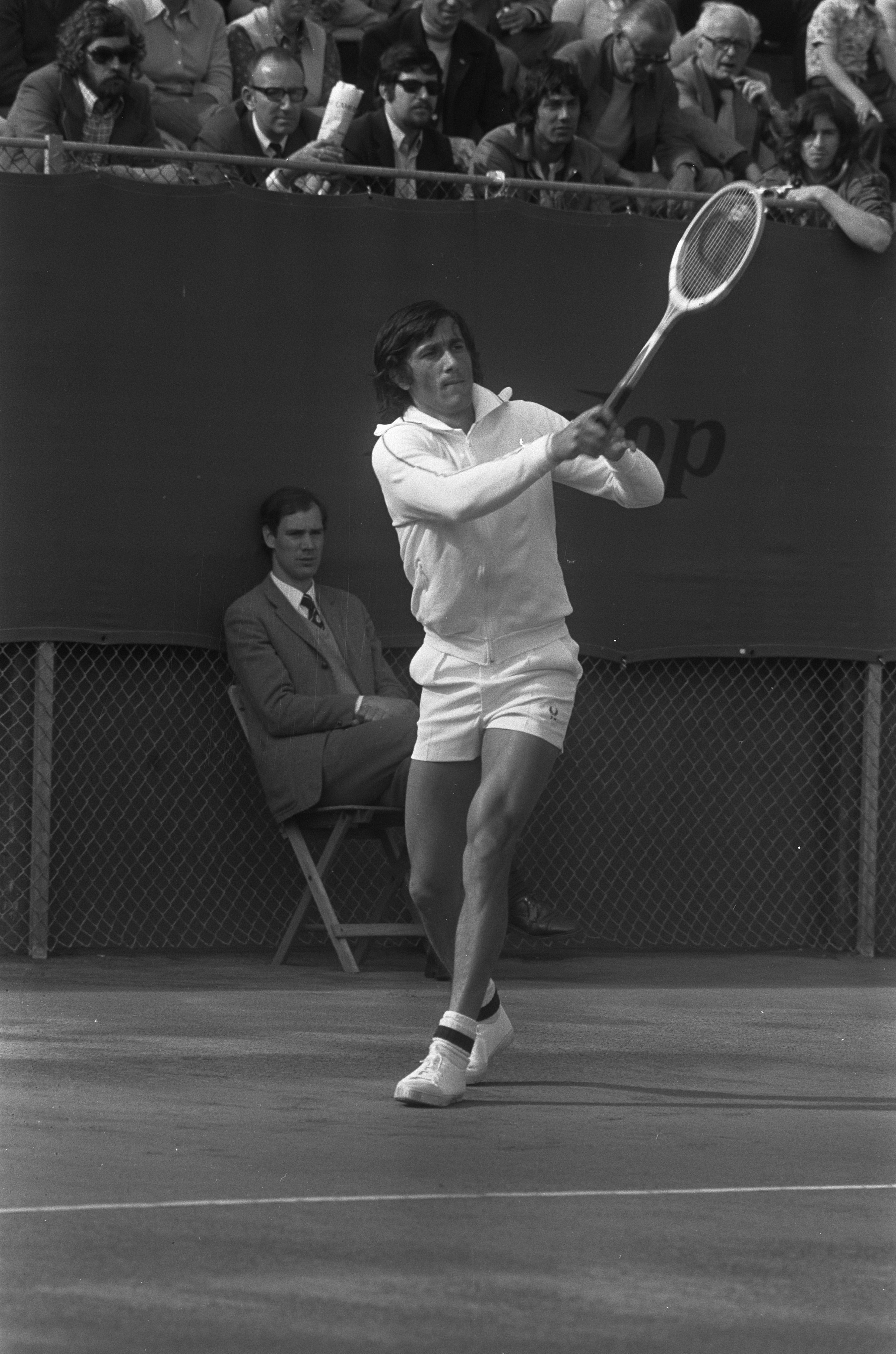
Ilie Năstase
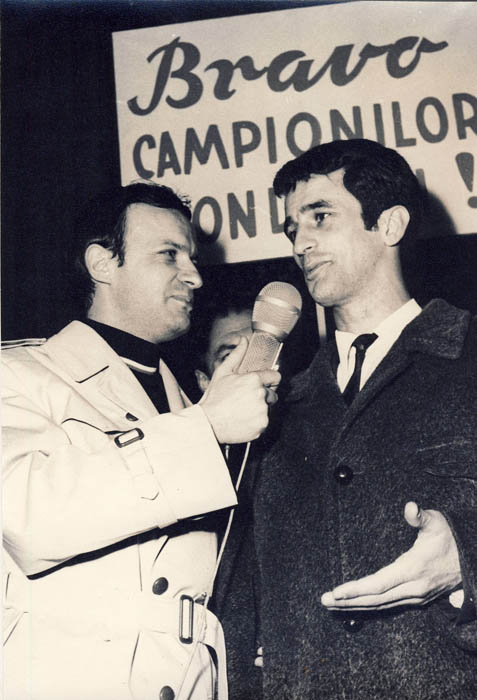
Cristian Gațu
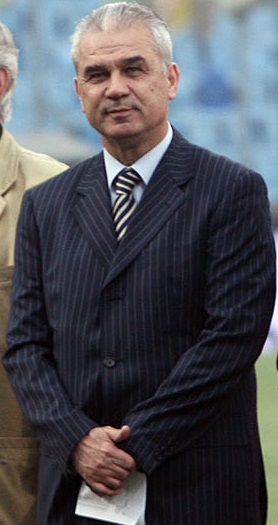
Anghel Iordănescu
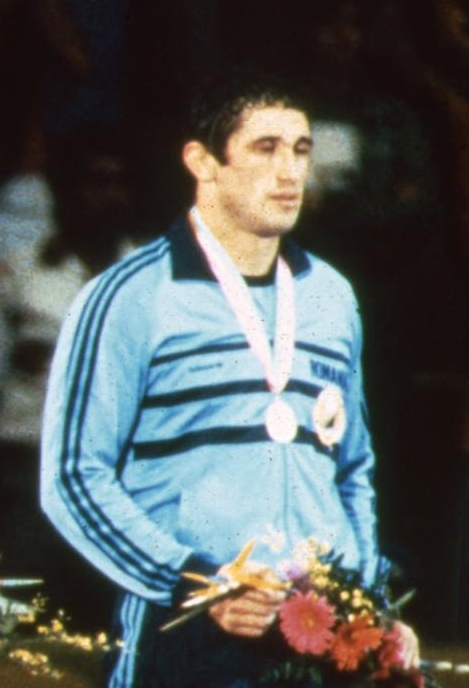
Vasile Andrei
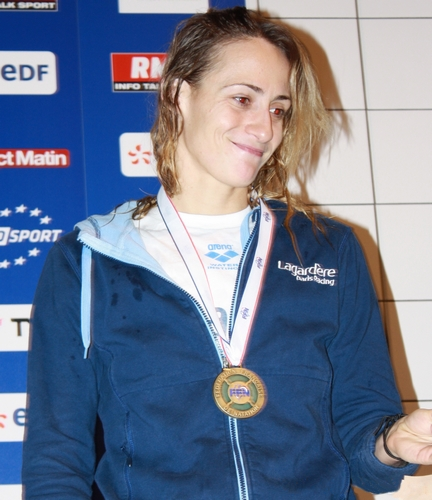
Camelia Potec
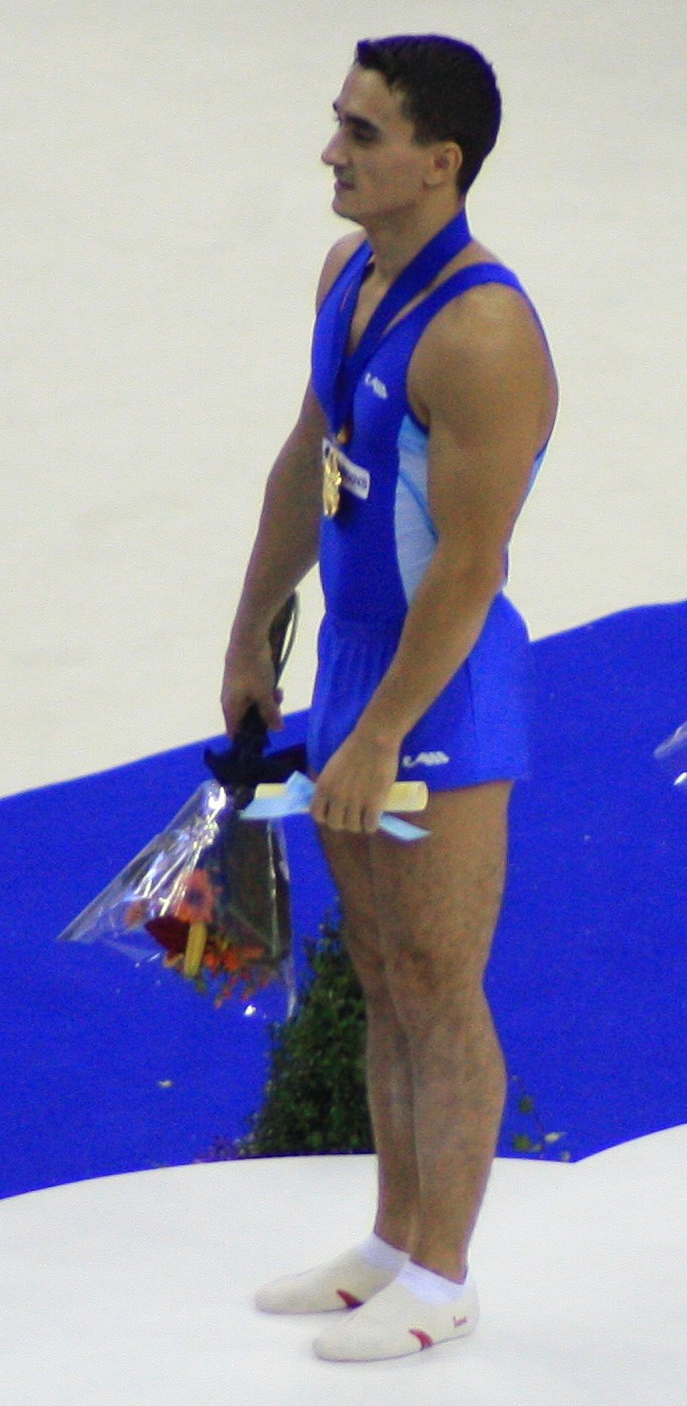
Marian Drăgulescu
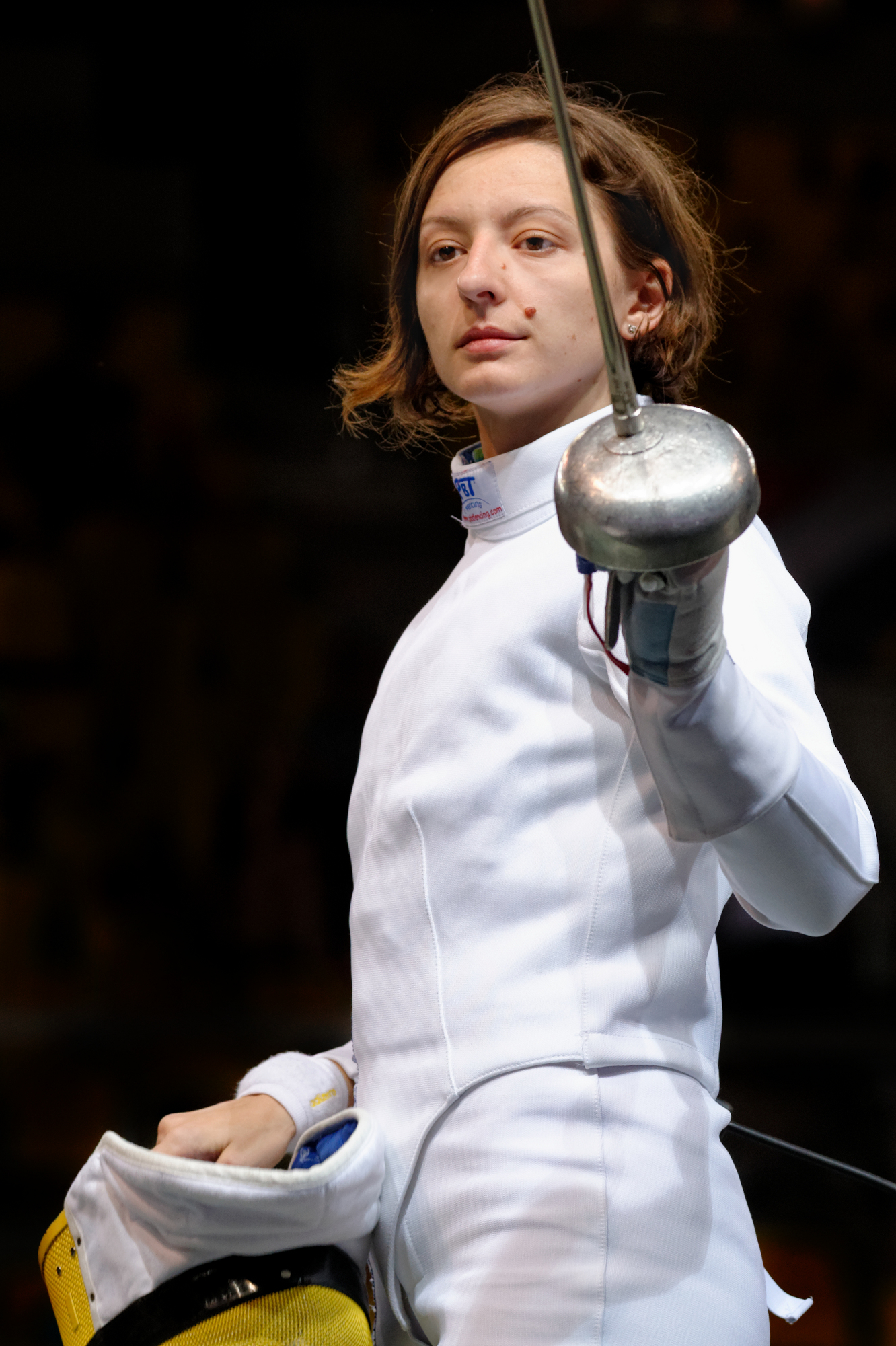
Ana Maria Brânză
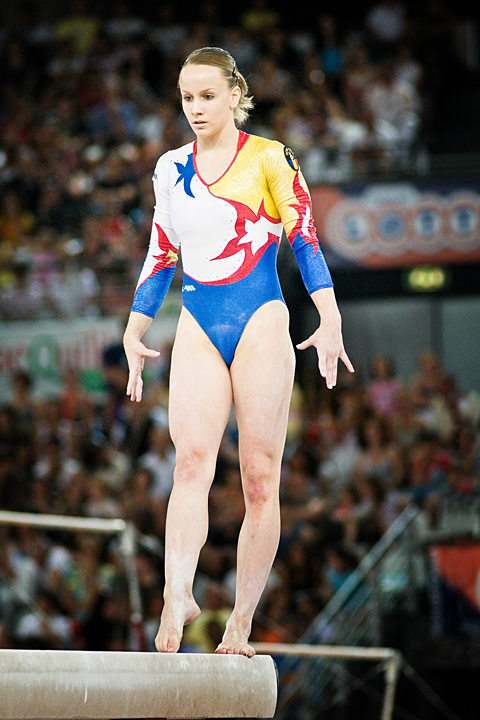
Sandra Izbașa

## Legături externe
- ro  en  CSASteaua.ro Site oficial Clubul Sportiv al Armatei Steaua
- ro  SteauaBaschet.ro Arhivat în 4 februarie 2015, la Wayback Machine. Site oficial Steaua CSM Eximbank
- ro  SteauaHC.ro Arhivat în 24 mai 2007, la Wayback Machine. Site oficial HC Steaua Suki
- ro  Steaua-Rangers.com HC Steaua Rangers
- ro  steauamfa.ro Arhivat în 17 decembrie 2008, la Wayback Machine. Steaua MFA – Site oficial